# Allium parryi
Allium parryi är en amaryllisväxtart som beskrevs av Sereno Watson. Allium parryi ingår i släktet lökar, och familjen amaryllisväxter. Inga underarter finns listade i Catalogue of Life.